# Enzim razgradnje glikogenskih grana
Enzim razlaganja glikogenskih grana ili enzim kresanja grana je molekul koji učestvuje u razgradnji glikogena, skladišta glukoze u telu, aktivnošću glukoziltransferaza i glukozidaza. Zajedno sa fosforilazama, ovi enzimi mobilišu rezerve glukoze iz glikogenskih naslaga u mišićima i jetri. Ovo predstavlja glavni izvor energetskih rezervi u većini organizama. Razgradnja glikogena u telu je visoko regulirana, posebno u jetri, putem raznih hormona, uključujući insulin i glukagon, da bi se održao homeostatski balans nivoa glukoze u krvi. Kada je razgradnja glikogena ugrožena mutacijama u sintezi ovog enzima, javljaju se metaboličke bolesti, kao što je bolest glikogenske pothranjenosi tipa III.
Kod sisara, kvasaca i nekih bakterija, glukoziltransferaza i glukozidaza se javljaju u jednom enzimu, dok kod E. coli i drugih bakterija, to čine dva različita enzima, što komplikuje nomenklaturu. Proteini koji kataliziraju obe funkcije se nazivaju glikogen enzimi za razlaganje glikogenskih grana ili enzimi kresanja glikogenskih grana (GDE). Kada se glukoziltransferaza i glukozidaza katalizuju različitim enzimima, naziv se obično odnosi na glukozidazni enzim.
.

## Struktura i aktivnost

### Dva enzima
Kod Escherichia coli i drugih bakterija, glukoziltransferaza i glukozidaza deluju putem dva različita enzima. Kod E. coli, transfer glukoze obavlja 4-alfa-glukanotransferaza, protein od 78,5 kDa, koji je kodiran genom malQ. Drugi protein, zvani enzim za otklanjane grana, razlaganje obavlja alfa-1,6-glukoza. Ovaj enzim ima molekulsku masu od 73,6 kDa, a kodiran genom glgX. Aktivnost ova dva enzima ne odvija se uvek nužno zajedno. Kod E. coli glgX selektivno katalizuje razlaganje 4-podedinične grane, bez akcije glukanotransferaze. Proizvod ovog razlaganja, maltotetraoza, dodatno degradira maltodekstrin fosforilaza.
Gen GlgX E. coli je strukturno sličan proteinu izoamilazi. Monomerni protein sadrži centralni domen u kojem je osam paralelnih beta-lanaca okruženo sa osam paralelnih alfa niti. Unutar ove strukture je rascep dužine 26 angstrema, a širok 9 angstrema, koji sadrži aromatske ostatke za koje se smatra da, pre razlaganja, stabilizuju četveroglukozne grane.

### Jedan enzim sa dva katalitska mesta
Kod sisara i kvasaca, jedan enzim obavlja obe funkcije uklanjanja glikogenskih grana. Ljudski enzim uklanjanja grana glikogena (gen: AGL) je monomer s molekulskom masom od 175 kDa. Dokazano je da dve katalitske akcije AGL mogu funkcionisati nezavisno jedna od druge, što pokazuje da je prisutno više aktivnih mesta. Ova pojava je ojačana aktivnim mestom inhibitora, kao što je polihidroksiamin, za koji je utvrđeno da inhibira glukozidaznu aktivnost dok transferazna nije merljivo promenjena. Enzim za razlaganje glikogenskih grana je jedini poznati eukariotski enzim koji sadrži više katalitskih mesta i koji je aktivan kao monomer.
Neke studije su pokazale da je pola kvašćevih GDE C-krajeva povezano sa glukozidaznom aktivnosti, dok je pola N-krajeva povezano sa aktivnosti glukoziltransferaze. Osim ova dva aktivna mesta, čini se da AGL sadrži i treće aktivno mesto koji omogućava da se veže za glikogenski polimer. Iako je kompletna struktura GDE kod eukariota tek treba da se utvrdi, misli se da se vežu za šestomolekulske lance glukoze kao i razgranate glukoze, što odgovara sedam podedinica u aktivnom mjestu, kao što je prikazano na slici ispod.
Može se uočiti da kada je glukoza u aktivnom mestu 'A', 'B', 'C' i '0' je najbrže hidroliziraju. Ovo ukazuje da je ovaj region veza lanca glikogena najjači na aktivnom mestu, jer jača interakcija između enzima i supstrata dovodi do brže hidrolize.
Uprkos ovom napretku, kompletna struktura GDE kod eukariota tek treba da se utvrdi. Enzimi koji razlažu glikogen kod arheja Sulfolobus solfataricus su bolje okarakterisani od onih kod eukariota. GDE u S. solfataricus je poznat kao Trex. Iako, kao i sisarski GDE, Trex ima i amilozidazne i glukanotransferazne funkcije, Trex je strukturno sličan glgX i ima masu od 80 kD i jedno aktivno mesto. Za razliku od glgX ili AGL, međutim, Trex u rastvoru postoji kao dimer i tetramer. Izgleda da oligomerni oblik Treksa ima značajnu ulogu u izmeni i oblika i funkcije enzima. Smatra se da dimerizacija stabilizuje „fleksibilne petlje” koje se nalaze u neposrednoj blizini aktivnog mesta. To može biti ključ za objašnjenje zašto TREX (i ne glgX) ispoljava glukoziltransferaznu aktivnost. Kao tetramera, katalitske efikasnosti TREX su povećana četiri puta, u odnosu na svoj dimerni oblik.

## Genetička lokcija
Službeni naziv za gen je „amilo- α-1,6- glukozidaza, α- glukanotransferaza 4-”, sa službenim simbolom AGL. AGL je autozomni gen koji se nalazi na hromozomu 21, pozicija: lp21. AGL gen sadrži uputstva za izradu nekoliko različitih verzija, poznatih kao [[izoforma|izoforme, enzima za razlaganje glikogenskih grana. Ove izoforme razlikuju se po veličini i ispoljavaju se u različitim tkivima, kao što su jetra i mišići. Ovaj gen je studiran u detalje, jer njegova mutacija je uzrok bolesti skladištenja glikogena, tipa III.
Gen je dug 85 kb, a ima 35 eksona i kodira za 7,0 kb-iRNK. Translacija gena počinje u egzonu 3, koji kodira prvih 27 aminokiselina AGL, jer su prva dva egzona (68kb) sadrže neprevedene 5' regije. Eksoni 4-35 kodiraju preostalih 1.505 aminokiselina koje kodira AGL gen.

## Klinički značaj
Kada je ugrožena aktivnost GDE, telo ne može efikasno otpuštati uskladišteni glikogen, pa se javlja tip III bolesti skladištenja glikogena (zbog nedostatka enzima), što je autozomno recesivni poremećaj. Razgradnja GSD III glikogen je nepotpuna i ne postoji akumulacija abnormalnog glikogena sa kratkim vanjskim granama.
Većina pacijenata pokazuju nedostatak GDE i u jetri i mišićima (tp IIIa), iako 15% pacijenata sadrži GDE u mišićima, a koji je odsutan iz jetri (Tip IIIb). Zavisno od mesta mutacije, različite mutacije u AGL genu mogu uticati na različite izoforme ekspresije gena. Na primer, mutacije koje se javljaju na egzonu 3, utiču na oblik koji deluje na izoforme koje su je prvenstveno izražene u jetri; to dovodi do pojave GSD tip III.
Ove različite manifestacije proizvode raznovrsne simptome, koji mogu biti gotovo isti kao kod tipa I GSD, uključujući i hepatomegaliju, hipoglikemiju kod dece, nizak rast, miopatije i kardiopatije.
Pacijenti sa tipom IIIa često imaju simptome koji se odnose na bolesti jetre i progresiju u mišićnima, sa varijacijama koji su uslovljeni godinom početka, stopom progresije i ozbiljnosti bolesti. Pacijenti s Tip IIIb obično simptome koji se odnose na bolest jetre. Pacijenti sa tipom III se razlikuju po povišenim enzimom jetre, sa normalnim razinam mokraćne kiseline i laktata u krvi, za razliku od drugih oblika GSD. U pacijenata sa uključenošću mišića, tip IIIa, mišićna slabost postaje dominantna u odraslom dobu i može dovesti do hipertrofije srčanih komora i distalnih mišića.

## Spoljašnje veze
- Glycogen+debranching+enzyme на 